# Ariceștii Rahtivani
Ariceștii Rahtivani es una comuna ubicada en el distrito de Prahova, Rumania.

## Superficie
Posee una superficie de 81,33 kilómetros cuadrados.

## Demografía
Hasta 2021 la población era de 8173 habitantes, con una densidad de población de 100,5 habitantes por kilómetro cuadrado.